# La banda del carro rojo
La banda del carro rojo es una película mexicana de 1978 dirigida por Rubén Galindo. Protagonizada por Pedro Infante Jr., Fernando Almada y Mario Almada. Filmada en locaciones de Brownsville, Texas (Estados Unidos).

## Trama
La historia de dos hermanos, Rodrigo y Lino Quintana, a quienes por deudas y por necesidades de dinero en la familia, la desesperación los llevó a convertirse en narcotraficantes. Acompañados por dos amigos más, los cuatro formaron la Banda del Carro Rojo. Entre ellos surge una gran amistad, pelarían y matarían por protegerse uno al otro. Pero de un simple negocio de narcotráfico llega otro aun más difícil y más riesgoso que les puede causar hasta la muerte.

## Reparto
- Mario Almada como Lino Quintana
- Fernando Almada como Rodrigo Quintana
- Pedro Infante Jr. como Pedro
- Amira Cruzat
- Jorge Hernández como Jorge
- Hernán Hernández
- Raúl Hernández
- Guadalupe Olivo
- Óscar Lara
- Leticia Pinto
- Jorge Patiño como Boom
- Rubén Benavides como Lauro Guzmán
- Baltazar Guzmán
- Teresita Domínguez como Teresa Quintana
- Narcise Cortés
- Bruno Zavaleta
- George Gavito
- Mariano González
- Los Tigres del Norte

## Canciones
- "Contrabando y Traición" interpretado por Los Tigres del Norte.
Autor: Angel "Tucán" González.